# カノコソウ属
カノコソウ属（学名：Valeriana L.）は、スイカズラ科の属の一つ。クロンキスト体系ではマツムシソウ目 オミナエシ科に所属する。APG植物分類体系ではスイカズラ科に含まれるが、オミナエシ科として分離してもよいとされている。Valerianaの語源は、医薬として強い効能がある事から「強くある」「健康である」というラテン語のvalēre からきたであろうとされている。

## 概要
200種かそれ以上の種を含み、一年草、根茎や主根をもつ多年草、半常緑の半低木、常緑の低木などがある。オーストラリア以外の全世界に分布する。主に温帯地域の湿潤な森林地帯、草地、河のそばに自生する。山岳地帯に生育する高山性の種もある。耐寒性である。

## 主な種

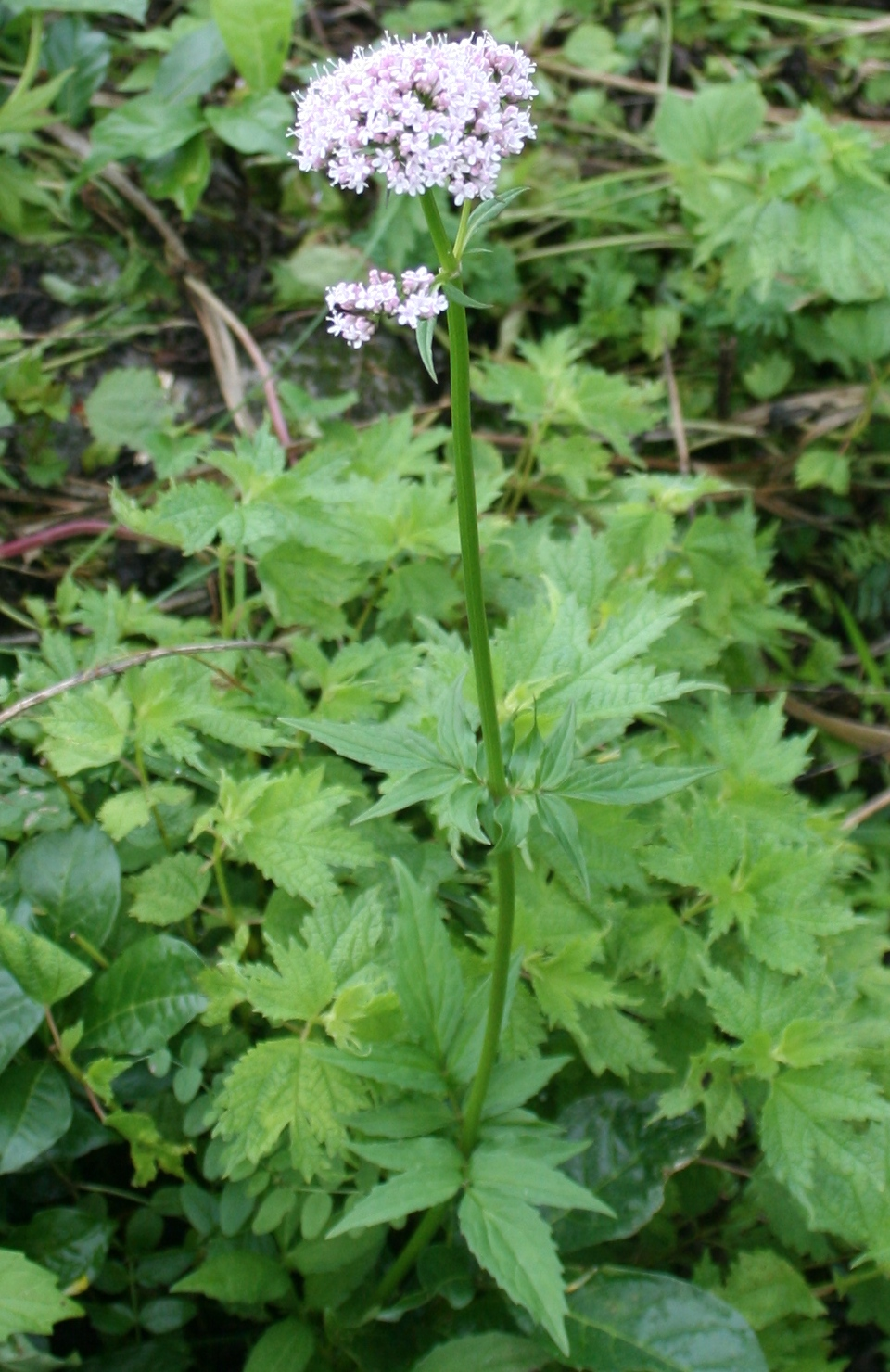
カノコソウ （Valeriana fauriei Briq.）
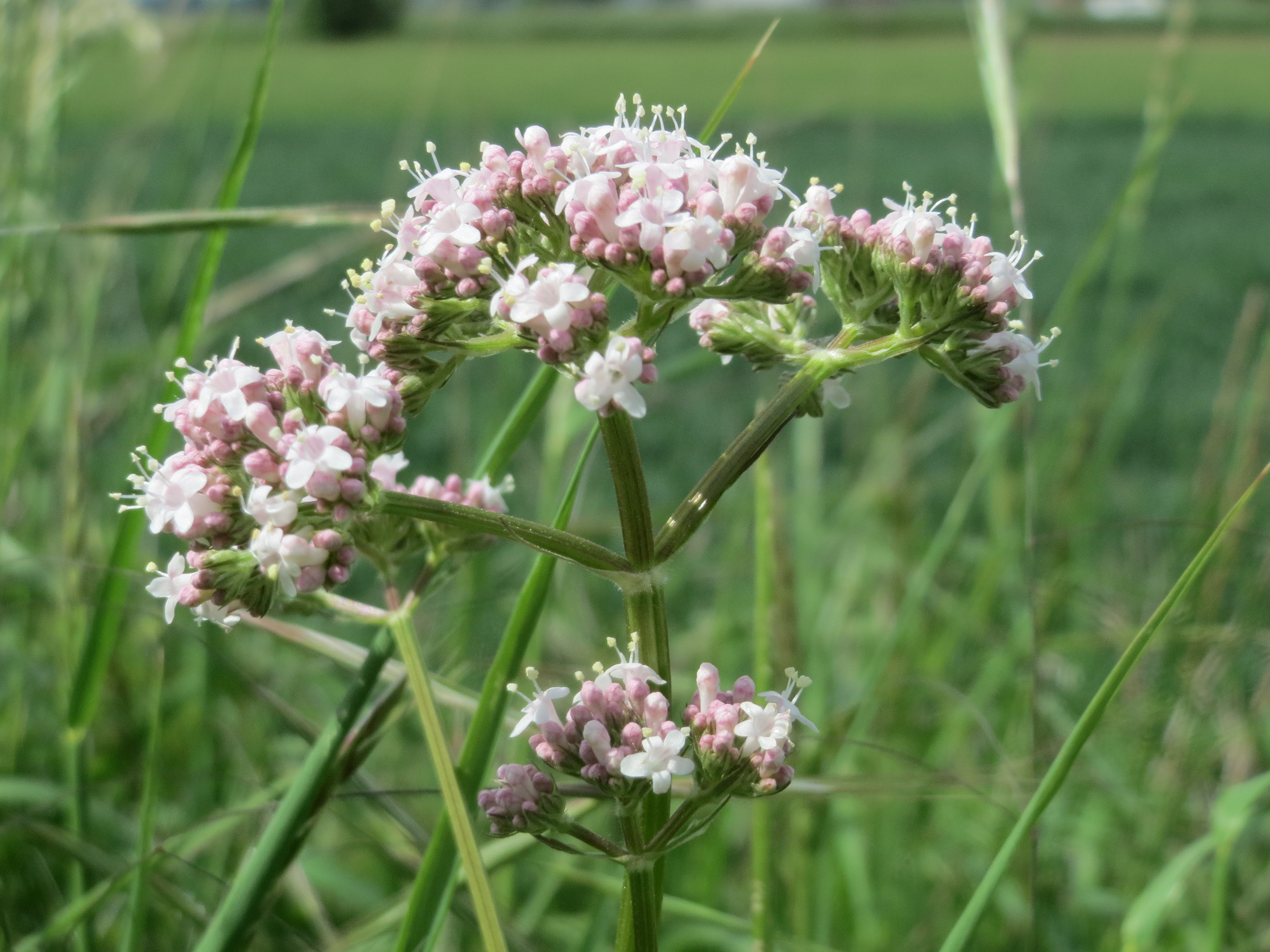
セイヨウカノコソウ
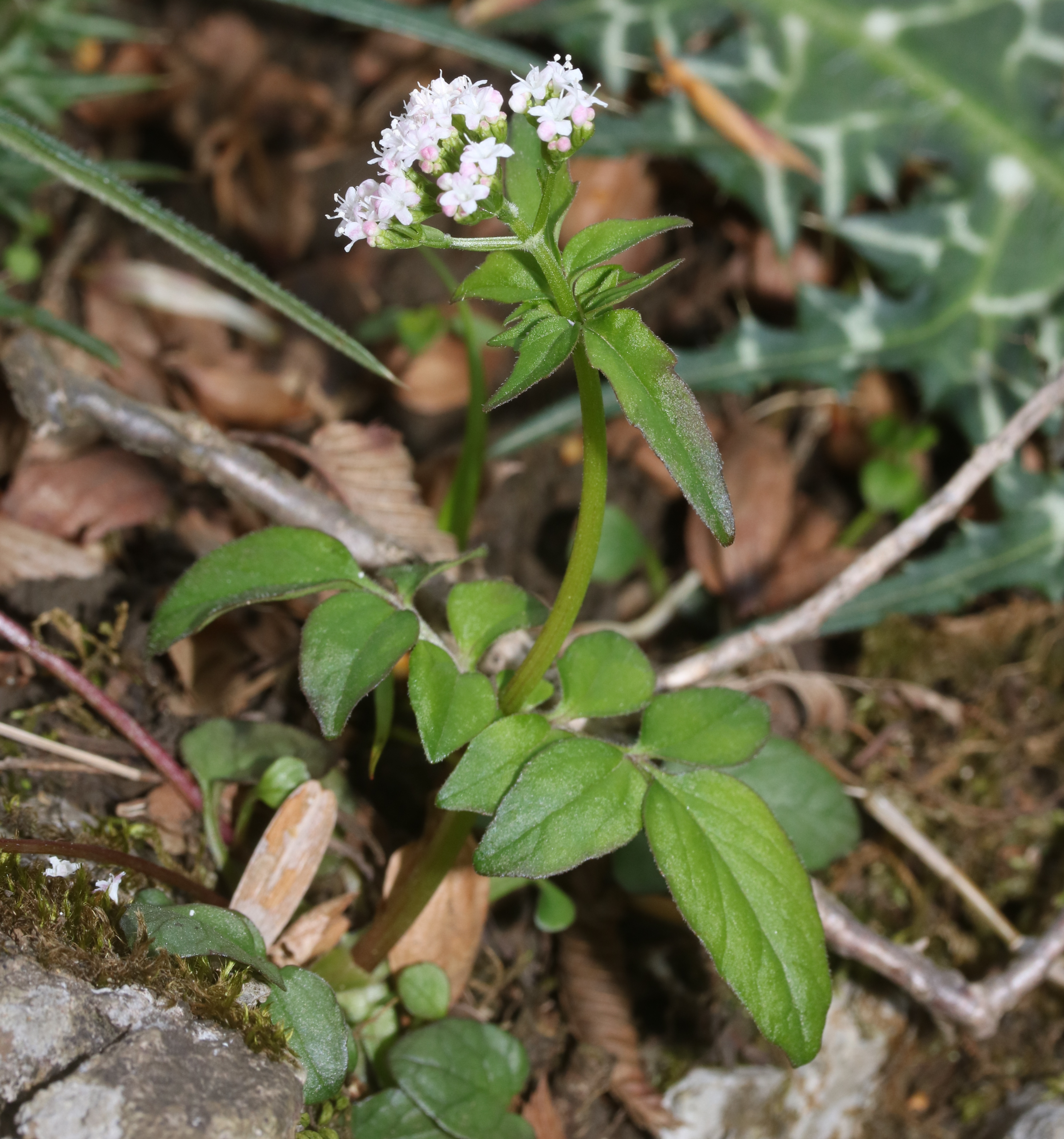
ツルカノコソウ

別名ハルオミナエシ。丈は40~80センチで、５月から７月に淡い紅色の花を咲かせる。根に精油が含まれ、薬用として利用されている。日本、朝鮮半島、中国北部、サハリンなどに分布する。
- セイヨウカノコソウ（Valeriana officinalis L. & Maillefer）

西ヨーロッパが原産で、丈は1.2~2メートルになる。また夏に白・青紫・ピンクの花をつけ、花壇や切り花として栽培されている。根や茎がヒステリー、不安などに薬効があるハーブとして古くから利用されている。
- ツルカノコソウ（Valeriana flaccidissima）

日本に自生する。根元から細い茎を出して繁殖する。4月から５月に白か、稀に紅色の花を咲かせる。
- Valeriana phu ‘Aurea’

株状になる根茎を持つ多年草。葉は、春に黄色で、夏にかけて黄緑から緑色に変化する。
- Valeriana edulis Nutt

北米西部に分布し、匂いが強い多年草。インディアンが根を食用に用いた。
- カノコソウ
- セイヨウカノコソウ
- ツルカノコソウ